# 光原爱神螺
光原爱神螺（学名：Proterato limata）为爱神螺科原爱神螺属的动物。在中国大陆，分布于西沙群岛等地。该物种的模式产地在西沙群岛的琛航岛。